# Kaliforniskt sjölejon
Det kaliforniska sjölejonet (Zalophus californianus) är ett rovdjur som tillhör familjen öronsälar. Den lever längs kusterna i nordöstra Stilla havet.
Tidigare räknades det utdöda japanska sjölejonet och Galapagossjölejonet som underarter till kaliforniskt sjölejon men de godkänns numera som självständiga arter.

## Utseende
Denna art är smalare än andra sjölejon och har spetsigt huvud, dessutom saknar hannar till skillnad från andra sjölejon man. Hannen är vanligtvis 200 till 250 centimeter lång och minst 200 kilogram tung. Några exemplar kan väga 400 kilogram. En hona väger 50 till 110 kilogram och är 150 till centimeter lång. Hannar har en brun päls och honornas päls är ljusare tanfärgad. Pälsen ser hos bägge kön svart ut när den är blöt. Ungdjur är ljusbrun.

## Utbredning
Kaliforniskt sjölejon förekommer vid kustlinjerna av Kalifornien och norra Mexiko. Stora kolonier av dessa djur finns på öar i samma område, till exempel på Channel Islands, och även i stadsmiljöer såsom i La Jolla. Utanför parningstiden vandrar många djur upp till Kanadas kustlinje. I sällsynta fall når enstaka exemplar Alaskagolfen.

## Levnadssätt
Kaliforniska sjölejon föredrar kuster med sandbotten och går sällan långt in i land. De dyker vanligen till 40 meters djup och fångar fiskar respektive bläckfiskar. Sällan når individer ett djup av 186 meter. Ofta jagar de i grupp. Vid parningstiden är hannarna de första som kommer till kolonin. När honorna kommer slåss hannarna för en bra plats. Unga och svaga hannar trängs till kolonins rand. Oftast är det ganska tätt i en koloni. I flera fall har en individ bara 1 kvadratmeter plats. En hanne har i genomsnitt 16 honor.
Honorna föder kort efter ankomsten i maj eller juni en unge och parar sig ungefär efter tre veckor på nytt. Nyfödda ungar är cirka 75 centimeter långa och 6 kilogram tunga. Ungarna vårdas de första dagarna intensivt och efter två till tre veckor bildar de små eller större grupper med 5 till 200 medlemmar som leker med varandra. Vanligen diar en unge sin mor i 11 till 12 månader. Könsmognaden infaller efter 6 till 8 år för honor samt efter ungefär 9 år för hannar. Kaliforniska sjölejon i fångenskap kan bli 34 år gamla.

## Sjölejon och människan
Sjölejon i djurparker och cirkus är huvudsakligen individer av denna art. De är lätta att tämja och de är inte lika aggressiva som andra sjölejon. Tidigare jagades de för sin hud och tran. Vid slutet av 1800-talet var denna art nästan utdöd.
Vid Kaliforniens kuster fanns i början av 1900-talet mycket få sjölejon. På Channel Islands hittade man 1908 bara ett enda sjölejon. Fram till 1990-talet ökade beståndet till cirka 110 000 individer vid amerikanska kuster och cirka 92 000 individer vid mexikanska kuster. Sjölejonen håller ofta till i bebyggda kustområden.

## Sjölejon

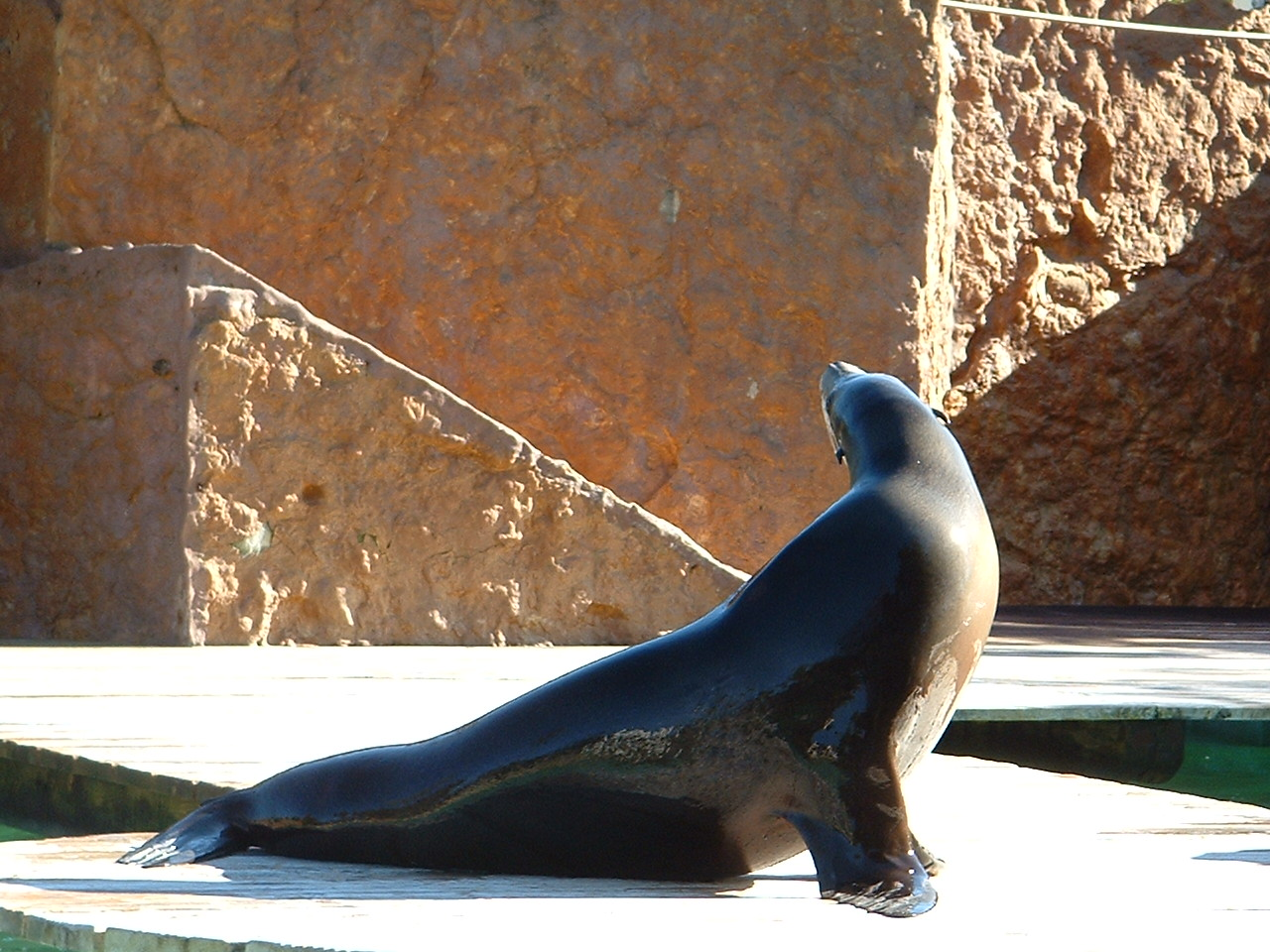
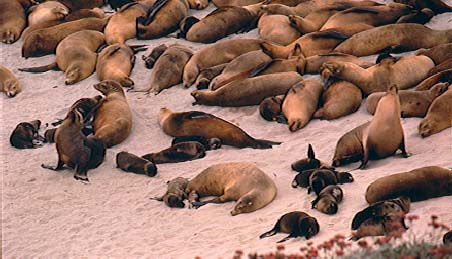
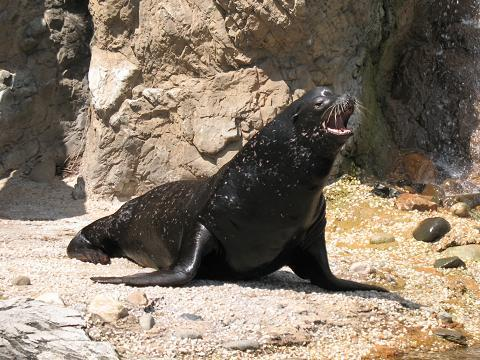